# George Newbold Lawrence
George Newbold Lawrence (ur. 20 października 1806, zm. 17 stycznia 1895) – amerykański biznesmen i ornitolog amator.
Lawrence prowadził badania ptaków pacyficznych dla Spencera Bairda i Johna Cassina. Wspólnie we trójkę zostali w konsekwencji w 1858 autorami pracy Birds of North America.
Lawrence pozostawił kolekcję 8.000 ptasich okazów dla American Museum of Natural History. Gatunek czyż wspaniały (Carduelis lawrencei, ang. Lawrence's Goldfinch) został nazwany na jego cześć przez Johna Cassina.